# 조 암스트롱 (프로그래머)
조지프 레슬리 암스트롱(Joseph Leslie Armstrong, 1950년 12월 27일 ~ 2019년 4월 20일)은 결함 허용 분산 시스템 분야에서 일했던 컴퓨터 과학자이다. 그는 얼랭 프로그래밍 언어의 공동 설계자 중 한 명으로 가장 잘 알려져 있다.

## 어린 시절과 교육
암스트롱은 1950년 잉글랜드 본머스에서 태어났다.
17세에 암스트롱은 지역 의회의 메인프레임에서 포트란으로 프로그래밍을 시작했다.
암스트롱은 1972년 유니버시티 칼리지 런던에서 물리학 이학사 학위를 받았다.
그는 2003년 스웨덴 스톡홀름에 있는 왕립 공과대학교(KTH)에서 컴퓨터 과학 철학박사 학위를 받았다. 그의 논문 제목은 "소프트웨어 오류가 있는 환경에서 신뢰할 수 있는 분산 시스템 구축(Making reliable distributed systems in the presence of software errors)"이었다. 그는 2014년부터 사망할 때까지 KTH의 교수였다.

## 경력
에든버러 대학교에서 도널드 미키 밑에서 잠시 일한 후, 암스트롱은 1974년 스웨덴으로 이주하여 1984년 시스타에 있는 에릭슨 컴퓨터 과학 연구소에 합류했다.
피터 자이벨은 다음과 같이 썼다.
원래 물리학자였던 그는 물리학 박사 과정 중 자금이 바닥나 컴퓨터 과학으로 전향하여 영국의 인공지능 분야 창시자 중 한 명인 도널드 미키 밑에서 연구원으로 일하게 되었다. 미키의 연구소에서 암스트롱은 AI의 모든 분야를 접하게 되었고, 영국 로봇 협회의 창립 멤버가 되었으며 로봇 비전에 관한 논문을 썼다.

유명한 라이트힐 리포트의 결과로 AI 자금이 고갈되자, 그는 5년 이상 물리학 관련 프로그래밍으로 돌아갔다. 처음에는 EISCAT 과학 협회에서, 그 다음에는 스웨디시 스페이스 코퍼레이션(Swedish Space Corporation)에서 일했고, 마지막으로 얼랭을 발명한 에릭슨 컴퓨터 과학 연구소에 합류했다.
1986년 에릭슨에서 그는 로버트 버딩(Robert Virding)과 마이크 윌리엄스(Mike Williams)와 함께 얼랭 프로그래밍 언어를 발명했고, 이는 1998년 오픈 소스로 공개되었다.

## 사생활
암스트롱은 1977년 헬렌 테일러와 결혼했다. 그들은 토마스와 클레어 두 자녀를 두었다.

## 사망
암스트롱은 2019년 4월 20일 폐섬유증으로 인한 합병증으로 감염으로 사망했다.

## 출판물
- 2007. Programming Erlang: Software for a Concurrent World. Pragmatic Bookshelf ISBN 978-1934356005.
- 2013. Programming Erlang: Software for a Concurrent World. Second edition. Pragmatic Bookshelf ISBN 978-1937785536.